# 盧卡斯·達庫尼亞
盧卡斯·達庫尼亞（葡萄牙語：Lucas Da Cunha；2001年6月9日—）是法國足球運動員，司職進攻中場，現效力於意大利足球甲级联赛球隊科木。

## 職業生涯
2017年12月，他與雷恩簽下職業合約，並在2019年12月18日對上的法國聯賽盃賽事上完成職業首秀。
2020年9月30日，他和尼斯達成加盟協議，並被租借到洛桑體育。

## 國際賽生涯
他是出生於法國的葡萄牙裔後代，並入選法國青年國家隊。

## 外部連結
- Soccerway （页面存档备份，存于）
- FFF （页面存档备份，存于） - 法國足球總會